# Regolamento (UE) 2017/745
Il Regolamento relativo ai Dispositivi Medici in inglese Medical Devices Regulation (MDR), ufficialmente regolamento (UE) n. 2017/745 in sigla MDR è un regolamento dell'Unione europea in materia di Dispositivi medici.

## Riepilogo
la data entro la quale il Regolamento aveva piena attuazione sostituendo le precedenti direttive era stata originariamente definita al 26 maggio 2020. A seguito dell'emergenza sanitaria internazionale COVID-19, Commissione Europea ed il Parlamento Europeo ad aprile 2020 hanno deciso di rinviare di un anno la scadenza posticipando la data al 26 maggio 2021.
Il testo del Reg UE 745/2017 è stato aggiornato dal REGOLAMENTO (UE) 561/2020 DEL PARLAMENTO EUROPEO E DEL CONSIGLIO del 23 aprile 2020. Di particolare importanza l'estensione del "periodo di grazia" anche per i DM di classe I.

## Contenuto
Il Regolamento UE 2017/745 è composto da 10 capitoli "Capi", da 123 Articoli e da 17 Allegati.
La suddisivione nelle classi di rischio è stata mantenuta come nella precedente Direttiva con le seguenti classificazioni:
- Classe I
- Classe IIa
- Classe IIb
- Classe III

Per le Classi IIa, IIb e III è necessario ottenere il Certificato CE da parte di un Organismo notificato, emettere la Dichiarazione di conformità CE, e quindi registrare il prodotto presso l'Autorità Competente (in Italia il Ministero della salute) ed a seguito di questo processo autorizzativo, immetterlo sul mercato.
Per la Classe I dopo aver emesso la Dichiarazione di conformità CE è sufficiente registrare il prodotto presso l'Autorità Competente ed immetterlo sul mercato

### Ambito
Il regolamento abroga la Direttiva CEE 90/385, la Direttiva CEE 93/42 e modifica la direttiva 2001/83/CE, il regolamento (CE) n. 178/2002 ed il regolamento (CE) n. 1223/2009.